# Lina Pasini-Vitale
Carolina Pasini-Vitale, coneguda com a Lina Pasini Vitale, (Roma, 8 de novembre de 1872 – 23 de novembre de 1959) fou una soprano italiana.
Fou germana de la soprano operística Camilla Pasini. Va estudiar a Roma abans de debutar al Teatro Dal Verme de Milà en l'òpera Tilda de Francesco Cilea. Va obtenir un èxit inicial a La Scala de Milà, a Roma i a Turí cantant Iris i L'amico Fritz de Pietro Mascagni. Va aparéixer també fent els papers de Micaëla a Carmen de Bizet, Mimi de La bohème de Puccini, i Gretel de Hänsel und Gretel d'Engelbert Humperdinck. El 1897 es va casar amb el director Edoardo Vitale.
A partir de 1907 1914 es va donar a conèixer com a intèrpret d'obres de Richard Wagner. Al Gran Teatre del Liceu de Barcelona va interpretar Tannhäuser en la temporada 1907-1908, sota la direcció de Franz Beidler. Va interpretar el paper de Kundry a Buenos Aires en l'estrena a Sud-amèrica de Parsifal. En 1926 va aparèixer fent la Brünnhilde a Roma; en 1928 va cantar Kundry a Nàpols i després es va retirar.
Va enregistrar nombrosos extractes de diverses òperes al llarg de la seva carrera. Una altra germana seva, Enrica Pasini, va tenir una breu carrera com a mezzosoprano. El fill de Lina Pasini fou Riccardo Vitale, qui esdevindria director del Teatre d'Òpera de Roma entre les dècades del 1940 i del 1970.